# Bertil Bentos
Bertil Randolf Bentos Scagnegatti (* 15. August 1942 in Guichón, Uruguay) ist ein uruguayischer Politiker.
Er ist Mitglied der Partido Nacional und vertritt sein Heimat-Departamento Paysandú als Abgeordneter in der Cámara de Diputados.
In dieses Amt wurde er bei der Wahl vom 30. Oktober 2004, bei der er für die Lista 2004 der Allianza Nacional antrat, für die Legislaturperiode 2005 bis 2010 gewählt. Bentos erhielt insgesamt 11.076 Stimmen. Sein Mandat trat er dann am 15. Februar des Folgejahres an. Bei den Wahlen im Oktober 2009 konnte er seine Wiederwahl feiern. Im Mai 2010 wurde Bentos für eine fünfjährige Amtszeit ins Amt des Intendente in der Intendencia de Paysandú gewählt.